# Многодуговая сварка
Многодуговая сварка — способ электрического дуговой сварки, при котором металл нагревается одновременно несколькими сварочными дугами.
При многодуговой сварке используется трехфазный переменный ток сети (сварка трехфазной дугой), при этом улучшаются формы сечения шва, термически обрабатывается наплавленный металл,  что приводит к улучшению его структуры, повышается производительность труда и тому подобное. При многодуговой сварке обеспечивается получение более глубокого провара при небольшой мощности каждой дуги и достаточно высокой скорости сварки
Многодуговую сварку осуществляют с помощью специальных многодуговой сварочных автоматов. Применение для многодуговой сварки многопозиционных установок позволяет уменьшить объём вспомогательных работ и повысить производительность труда.
Автоматическая многодуговая сварка под флюсом применяется для изготовлении резервуаров, труб большого диаметра, изделий из листовой и профильной стали.